# Danh sách tiểu hành tinh: 2201–2300
| Tên               | Tên đầu tiên | Ngày phát hiện       | Nơi phát hiện            | Người phát hiện                                        |
| ----------------- | ------------ | -------------------- | ------------------------ | ------------------------------------------------------ |
| 2201 Oljato       | 1947 XC      | 12 tháng 12 năm 1947 | Flagstaff                | H. L. Giclas                                           |
| 2202 Pele         | 1972 RA      | 7 tháng 9 năm 1972   | Mount Hamilton           | A. R. Klemola                                          |
| 2203 van Rhijn    | 1935 SQ1     | 28 tháng 9 năm 1935  | Johannesburg             | H. van Gent                                            |
| 2204 Lyyli        | 1943 EQ      | 3 tháng 3 năm 1943   | Turku                    | Y. Väisälä                                             |
| 2205 Glinka       | 1973 SU4     | 27 tháng 9 năm 1973  | Nauchnij                 | L. I. Chernykh                                         |
| 2206 Gabrova      | 1976 GR3     | 1 tháng 4 năm 1976   | Nauchnij                 | N. S. Chernykh                                         |
| 2207 Antenor      | 1977 QH1     | 19 tháng 8 năm 1977  | Nauchnij                 | N. S. Chernykh                                         |
| 2208 Pushkin      | 1977 QL3     | 22 tháng 8 năm 1977  | Nauchnij                 | N. S. Chernykh                                         |
| 2209 Tianjin      | 1978 US1     | 28 tháng 10 năm 1978 | Nam Kinh                 | Purple Mountain Observatory                            |
| 2210 Lois         | 9597 P-L     | 24 tháng 9 năm 1960  | Palomar                  | C. J. van Houten, I. van Houten-Groeneveld, T. Gehrels |
| 2211 Hanuman      | 1951 WO2     | 16 tháng 11 năm 1951 | Mount Wilson             | L. E. Cunningham                                       |
| 2212 Hephaistos   | 1978 SB      | 27 tháng 9 năm 1978  | Nauchnij                 | L. I. Chernykh                                         |
| 2213 Meeus        | 1935 SO1     | 24 tháng 9 năm 1935  | Uccle                    | E. Delporte                                            |
| 2214 Carol        | 1953 GF      | 7 tháng 4 năm 1953   | Heidelberg               | K. Reinmuth                                            |
| 2215 Sichuan      | 1964 VX2     | 12 tháng 11 năm 1964 | Nam Kinh                 | Purple Mountain Observatory                            |
| 2216 Kerch        | 1971 LF      | 12 tháng 6 năm 1971  | Nauchnij                 | T. M. Smirnova                                         |
| 2217 Eltigen      | 1971 SK2     | 16 tháng 9 năm 1971  | Nauchnij                 | T. M. Smirnova                                         |
| 2218 Wotho        | 1975 AK      | 10 tháng 1 năm 1975  | Đài thiên văn Zimmerwald | P. Wild                                                |
| 2219 Mannucci     | 1975 LU      | 13 tháng 6 năm 1975  | El Leoncito              | Felix Aguilar Observatory                              |
| 2220 Hicks        | 1975 VB      | 4 tháng 11 năm 1975  | Palomar                  | E. F. Helin                                            |
| 2221 Chilton      | 1976 QC      | 25 tháng 8 năm 1976  | Harvard Observatory      | Harvard Observatory                                    |
| 2222 Lermontov    | 1977 ST1     | 19 tháng 9 năm 1977  | Nauchnij                 | N. S. Chernykh                                         |
| 2223 Sarpedon     | 1977 TL3     | 4 tháng 10 năm 1977  | Nam Kinh                 | Purple Mountain Observatory                            |
| 2224 Tucson       | 2528 P-L     | 24 tháng 9 năm 1960  | Palomar                  | C. J. van Houten, I. van Houten-Groeneveld, T. Gehrels |
| 2225 Serkowski    | 6546 P-L     | 24 tháng 9 năm 1960  | Palomar                  | C. J. van Houten, I. van Houten-Groeneveld, T. Gehrels |
| 2226 Cunitza      | 1936 QC1     | 26 tháng 8 năm 1936  | Heidelberg               | A. Bohrmann                                            |
| 2227 Otto Struve  | 1955 RX      | 13 tháng 9 năm 1955  | Brooklyn                 | Đại học Indiana                                        |
| 2228 Soyuz-Apollo | 1977 OH      | 19 tháng 7 năm 1977  | Nauchnij                 | N. S. Chernykh                                         |
| 2229 Mezzarco     | 1977 RO      | 7 tháng 9 năm 1977   | Đài thiên văn Zimmerwald | P. Wild                                                |
| 2230 Yunnan       | 1978 UT1     | 29 tháng 10 năm 1978 | Nam Kinh                 | Purple Mountain Observatory                            |
| 2231 Durrell      | 1941 SG      | 21 tháng 9 năm 1941  | Uccle                    | S. J. Arend                                            |
| 2232 Altaj        | 1969 RD2     | 15 tháng 9 năm 1969  | Nauchnij                 | B. A. Burnasheva                                       |
| 2233 Kuznetsov    | 1972 XE1     | 3 tháng 12 năm 1972  | Nauchnij                 | L. V. Zhuravleva                                       |
| 2234 Schmadel     | 1977 HD      | 27 tháng 4 năm 1977  | La Silla                 | H.-E. Schuster                                         |
| 2235 Vittore      | A924 GA      | 5 tháng 4 năm 1924   | Heidelberg               | K. Reinmuth                                            |
| 2236 Austrasia    | 1933 FX      | 23 tháng 3 năm 1933  | Heidelberg               | K. Reinmuth                                            |
| 2237 Melnikov     | 1938 TB      | 2 tháng 10 năm 1938  | Crimea-Simeis            | G. N. Neujmin                                          |
| 2238 Steshenko    | 1972 RQ1     | 11 tháng 9 năm 1972  | Nauchnij                 | N. S. Chernykh                                         |
| 2239 Paracelsus   | 1978 RC      | 13 tháng 9 năm 1978  | Đài thiên văn Zimmerwald | P. Wild                                                |
| 2240 Tsai         | 1978 YA      | 30 tháng 12 năm 1978 | Harvard Observatory      | Harvard Observatory                                    |
| 2241 Alcathous    | 1979 WM      | 22 tháng 11 năm 1979 | Palomar                  | C. T. Kowal                                            |
| 2242 Balaton      | 1936 TG      | 13 tháng 10 năm 1936 | Konkoly                  | G. Kulin                                               |
| 2243 Lönnrot      | 1941 SA1     | 25 tháng 9 năm 1941  | Turku                    | Y. Väisälä                                             |
| 2244 Tesla        | 1952 UW1     | 22 tháng 10 năm 1952 | Belgrade                 | M. B. Protić                                           |
| 2245 Hekatostos   | 1968 BC      | 24 tháng 1 năm 1968  | Nauchnij                 | L. I. Chernykh                                         |
| 2246 Bowell       | 1979 XH      | 14 tháng 12 năm 1979 | Anderson Mesa            | E. Bowell                                              |
| 2247 Hiroshima    | 6512 P-L     | 24 tháng 9 năm 1960  | Palomar                  | C. J. van Houten, I. van Houten-Groeneveld, T. Gehrels |
| 2248 Kanda        | 1933 DE      | 27 tháng 2 năm 1933  | Heidelberg               | K. Reinmuth                                            |
| 2249 Yamamoto     | 1942 GA      | 6 tháng 4 năm 1942   | Heidelberg               | K. Reinmuth                                            |
| 2250 Stalingrad   | 1972 HN      | 18 tháng 4 năm 1972  | Nauchnij                 | T. M. Smirnova                                         |
| 2251 Tikhov       | 1977 SU1     | 19 tháng 9 năm 1977  | Nauchnij                 | N. S. Chernykh                                         |
| 2252 CERGA        | 1978 VT      | 1 tháng 11 năm 1978  | Caussols                 | K. Tomita                                              |
| 2253 Espinette    | 1932 PB      | 30 tháng 7 năm 1932  | Williams Bay             | G. Van Biesbroeck                                      |
| 2254 Requiem      | 1977 QJ1     | 19 tháng 8 năm 1977  | Nauchnij                 | N. S. Chernykh                                         |
| 2255 Qinghai      | 1977 VK1     | 3 tháng 11 năm 1977  | Nam Kinh                 | Purple Mountain Observatory                            |
| 2256 Wiśniewski   | 4519 P-L     | 24 tháng 9 năm 1960  | Palomar                  | C. J. van Houten, I. van Houten-Groeneveld, T. Gehrels |
| 2257 Kaarina      | 1939 QB      | 18 tháng 8 năm 1939  | Turku                    | H. Alikoski                                            |
| 2258 Viipuri      | 1939 TA      | 7 tháng 10 năm 1939  | Turku                    | Y. Väisälä                                             |
| 2259 Sofievka     | 1971 OG      | 19 tháng 7 năm 1971  | Nauchnij                 | B. A. Burnasheva                                       |
| 2260 Neoptolemus  | 1975 WM1     | 16 tháng 11 năm 1975 | Nam Kinh                 | Purple Mountain Observatory                            |
| 2261 Keeler       | 1977 HC      | 20 tháng 4 năm 1977  | Mount Hamilton           | A. R. Klemola                                          |
| 2262 Mitidika     | 1978 RB      | 10 tháng 9 năm 1978  | Đài thiên văn Zimmerwald | P. Wild                                                |
| 2263 Shaanxi      | 1978 UW1     | 30 tháng 10 năm 1978 | Nam Kinh                 | Purple Mountain Observatory                            |
| 2264 Sabrina      | 1979 YK      | 16 tháng 12 năm 1979 | Anderson Mesa            | E. Bowell                                              |
| 2265 Verbaandert  | 1950 DB      | 17 tháng 2 năm 1950  | Uccle                    | S. J. Arend                                            |
| 2266 Tchaikovsky  | 1974 VK      | 12 tháng 11 năm 1974 | Nauchnij                 | L. I. Chernykh                                         |
| 2267 Agassiz      | 1977 RF      | 9 tháng 9 năm 1977   | Harvard Observatory      | Harvard Observatory                                    |
| 2268 Szmytowna    | 1942 VW      | 6 tháng 11 năm 1942  | Turku                    | L. Oterma                                              |
| 2269 Efremiana    | 1976 JA2     | 2 tháng 5 năm 1976   | Nauchnij                 | N. S. Chernykh                                         |
| 2270 Yazhi        | 1980 ED      | 14 tháng 3 năm 1980  | Anderson Mesa            | E. Bowell                                              |
| 2271 Kiso         | 1976 UV5     | 22 tháng 10 năm 1976 | Kiso                     | H. Kosai, K. Hurukawa                                  |
| 2272 Montezuma    | 1972 FA      | 16 tháng 3 năm 1972  | Palomar                  | T. Gehrels                                             |
| 2273 Yarilo       | 1975 EV1     | 6 tháng 3 năm 1975   | Nauchnij                 | L. I. Chernykh                                         |
| 2274 Ehrsson      | 1976 EA      | 2 tháng 3 năm 1976   | Kvistaberg               | C.-I. Lagerkvist                                       |
| 2275 Cuitlahuac   | 1979 MH      | 16 tháng 6 năm 1979  | La Silla                 | H.-E. Schuster                                         |
| 2276 Warck        | 1933 QA      | 18 tháng 8 năm 1933  | Uccle                    | E. Delporte                                            |
| 2277 Moreau       | 1950 DS      | 18 tháng 2 năm 1950  | Uccle                    | S. J. Arend                                            |
| 2278 Götz         | 1953 GE      | 7 tháng 4 năm 1953   | Heidelberg               | K. Reinmuth                                            |
| 2279 Barto        | 1968 DL      | 25 tháng 2 năm 1968  | Nauchnij                 | L. I. Chernykh                                         |
| 2280 Kunikov      | 1971 SL2     | 16 tháng 9 năm 1971  | Nauchnij                 | T. M. Smirnova                                         |
| 2281 Biela        | 1971 UQ1     | 16 tháng 10 năm 1971 | Hamburg-Bergedorf        | L. Kohoutek                                            |
| 2282 Andrés Bello | 1974 FE      | 22 tháng 3 năm 1974  | Cerro El Roble           | C. Torres                                              |
| 2283 Bunke        | 1974 SV4     | 16 tháng 9 năm 1974  | Nauchnij                 | L. V. Zhuravleva                                       |
| 2284 San Juan     | 1974 TG1     | 10 tháng 10 năm 1974 | El Leoncito              | Felix Aguilar Observatory                              |
| 2285 Ron Helin    | 1976 QB      | 27 tháng 8 năm 1976  | Palomar                  | S. J. Bus                                              |
| 2286 Fesenkov     | 1977 NH      | 14 tháng 7 năm 1977  | Nauchnij                 | N. S. Chernykh                                         |
| 2287 Kalmykia     | 1977 QK3     | 22 tháng 8 năm 1977  | Nauchnij                 | N. S. Chernykh                                         |
| 2288 Karolinum    | 1979 UZ      | 19 tháng 10 năm 1979 | Kleť                     | L. Brožek                                              |
| 2289 McMillan     | 6567 P-L     | 24 tháng 9 năm 1960  | Palomar                  | C. J. van Houten, I. van Houten-Groeneveld, T. Gehrels |
| 2290 Helffrich    | 1932 CD1     | 14 tháng 2 năm 1932  | Heidelberg               | K. Reinmuth                                            |
| 2291 Kevo         | 1941 FS      | 19 tháng 3 năm 1941  | Turku                    | L. Oterma                                              |
| 2292 Seili        | 1942 RM      | 7 tháng 9 năm 1942   | Turku                    | Y. Väisälä                                             |
| 2293 Guernica     | 1977 EH1     | 13 tháng 3 năm 1977  | Nauchnij                 | N. S. Chernykh                                         |
| 2294 Andronikov   | 1977 PL1     | 14 tháng 8 năm 1977  | Nauchnij                 | N. S. Chernykh                                         |
| 2295 Matusovskij  | 1977 QD1     | 19 tháng 8 năm 1977  | Nauchnij                 | N. S. Chernykh                                         |
| 2296 Kugultinov   | 1975 BA1     | 18 tháng 1 năm 1975  | Nauchnij                 | L. I. Chernykh                                         |
| 2297 Daghestan    | 1978 RE      | 1 tháng 9 năm 1978   | Nauchnij                 | N. S. Chernykh                                         |
| 2298 Cindijon     | A915 TA      | 2 tháng 10 năm 1915  | Heidelberg               | M. F. Wolf                                             |
| 2299 Hanko        | 1941 SZ      | 25 tháng 9 năm 1941  | Turku                    | Y. Väisälä                                             |
| 2300 Stebbins     | 1953 TG2     | 10 tháng 10 năm 1953 | Brooklyn                 | Đại học Indiana                                        |